# Numa Pompiliusz
Numa Pompiliusz, Numa Pompilius (ur. 753 p.n.e., zm. 673 p.n.e.) – legendarny drugi władca Rzymu (następca Romulusa), Sabińczyk pochodzący z miasta Kures. Organizator życia religijnego w Rzymie.
Jego żoną miała być nimfa Egeria. Był znany ze swej mądrości, pobożności i pokojowego nastawienia. Według tradycji zapoczątkował w Rzymie państwowy kult bogów, utworzył tzw. triadę kapitolińską wyznaczając kapłanów dla Jowisza (flamen dialis), Marsa (flamen Martialis) i Kwirynusa (flamen Quirinalis). Wprowadził między innymi kult Westy, bogini ogniska domowego, dla której wybudował świątynię (w rzeczy samej datowaną przez archeologów na podstawie badań stratygrafii Forum Romanum na ok. 650 rok p.n.e.). Za jego panowania powstał dwunastomiesięczny kalendarz. Wprowadził również podział na dni robocze (dies fasti) i świąteczne (dies nefasti). Prowadził pokojową politykę.
Następcą Numy był Tullus Hostiliusz.